# Doğanyol (district)
Doğanyol is een Turks district in de provincie Malatya en telt 5.026 inwoners (2007). Het district heeft een oppervlakte van 294,6 km². Hoofdplaats is Doğanyol.
De bevolkingsontwikkeling van het district is weergegeven in onderstaande tabel.
| 1997  | 2000   | 2007  |
| ----- | ------ | ----- |
| 9.847 | 10.778 | 5.026 |